# 臧坚
臧坚（？—前556年），姬姓，臧孙氏，名坚，鲁国大夫。
前556年，齐灵公攻打鲁国边境，俘虏了臧坚，齐灵公派夙沙卫去慰问他，并且告诉他不要自杀。臧坚叩头说：“谨拜谢君主的命令。然而君主赐我不死，却又故意派一个宦官来对一个士大夫表示敬意。”臧坚用小木桩刺入伤口自杀。